# Assamesische Sprache
Die assamesische Sprache (অসমীয়া, [ˈɔxɔmija], asamīẏā, ISO 639-Sprachbezeichnung Assamese, auch Asamiya oder Assami) gehört zum indoarischen Zweig der indoiranischen Untergruppe der indogermanischen Sprachen.
Assamesisch ist die östlichste der indogermanischen Sprachen und wird überwiegend im nordostindischen Bundesstaat Assam gesprochen. Laut der indischen Volkszählung 2011 hat das Assamesische 15 Millionen Sprecher. Das Assamesische dient im Bundesstaat Assam als Amtssprache. Daneben ist es auf überregionaler Ebene als eine von 22 Verfassungssprachen Indiens anerkannt.
Assamesisch ist mit Bengalisch und Oriya nah verwandt. Die drei Sprachen entwickelten sich aus dem Magadhi, dem östlichen Dialekt des Apabhramsa, das dem Prakrit folgte. Die ältesten bis jetzt erkannten Texte auf Assamesisch stammen aus dem 14. Jahrhundert n. Chr., der Zeit der Herrschaft des Königs Durlabhnarayana.
Assamesisch wurde von den tibeto-birmanischen und austroasiatischen Sprachen stark beeinflusst und wird in einer modifizierten Variante der bengalischen Schrift geschrieben.